# Святий Лука малює Богородицю
Святий Лука малює Богородицю (нім. Der hl. Lukas zeichnet die Madonna) — картина нідерландського живописця французького походження Рогіра ван дер Вейдена (1400—1464).

## Витоки сюжету
Сюжет має витоками легенду візантійського походження 6 століття. У 12 ст. легенда отримала поширення і в мистецьких центрах Західної Європи. Євангеліста Луку роблять автором уславлених зображень Христа і, особливо, Богородиці. Мали місце вказівки, що у візантійському мистецтві зображення св. Луки, котрий малював Богородицю, вже відображали в 13 ст. візантійські іконописці, а згодом сюжет опанували і митці західноєвропейських художніх центрів. Гільдії художників-іконописців, що сформувались у 14 ст., почали вважати євангеліста Луку своїм християнським покровителем. Сюжет «Св. Лука малює Богородицю» мав поширення з цього періоду і утримався в живопису до 18 ст., зникаючи разом із зникненням останніх гільдій, що поступилися місцем національним художнім академіям.

## Опис

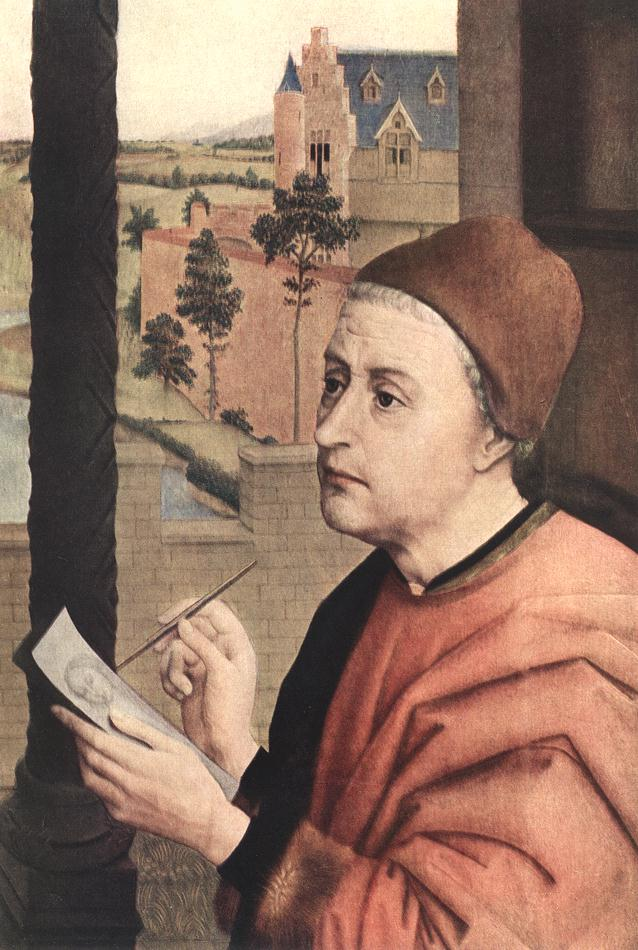
Св. Лука (фрагмент картини)

Хтось із нідерландських художників першим подав євангеліста Луку, що малює Богородицю, у кімнаті з лоджією, де був розташований мініатюрний садок, облямований муром. Твір художника ще повен символічних натяків, один з них «Hortus conclusus», прихований сад, розповсюджений епітет Богородиці в добу середньовіччя.
За муром-балюстрадою розташували далекий пейзаж з річкою, в кожному новому варіанті на розсуд нового автора. Саме цей варіант і розробив Рогір ван дер Вейден.
Рентгенографія трьох відомих композицій Рогіра ван дер Вейдена довела, що першим з часом створення була композиція, котра опинилась в збірці Бостонського музею образотворчих мистецтв. Саме в бостонському варіанті знайдені численні начерки і правки, притаманні першим пошукам вдалої композиції. Первісний варіант був призначений для зали гільдії св. Луки в місті Брюссель.
Кімната з лоджією з малим садочком подана і у варіанті, що зберігає музей Ермітаж. Біля цегляної балюстради дві постаті (повернуті спиною до глядачів), в котрих розпізнають батьків Марії, св. Йоакима та Анну. Абсолютно авторським був краєвид за балюстрадою, де Рогір ван дер Вейден поставив і вдало вирішив завдання створити небачений до того міський краєвид. Останній створений на основі натурних замальовок і наче ілюстрація до тези тодішніх художників — відбити в малому безкінечно велике.
Розкішну кімнату з лоджією розпізнають як студію євангеліста Луки. Праворуч видно ще одну кімнату з вікном і столом володаря, де розташовані також рукопис Євангелія і каламар. За легендою, Лука ніяк не міг створити вдалий малюнок з Богородицею і немовлям. Сама Марія змилувалась над автором і дивним чином предстала перед євангелістом, надавши тому можливість створити своє реальне зображення. Саме цей момент і подано на картині художника.

## Побутування картини

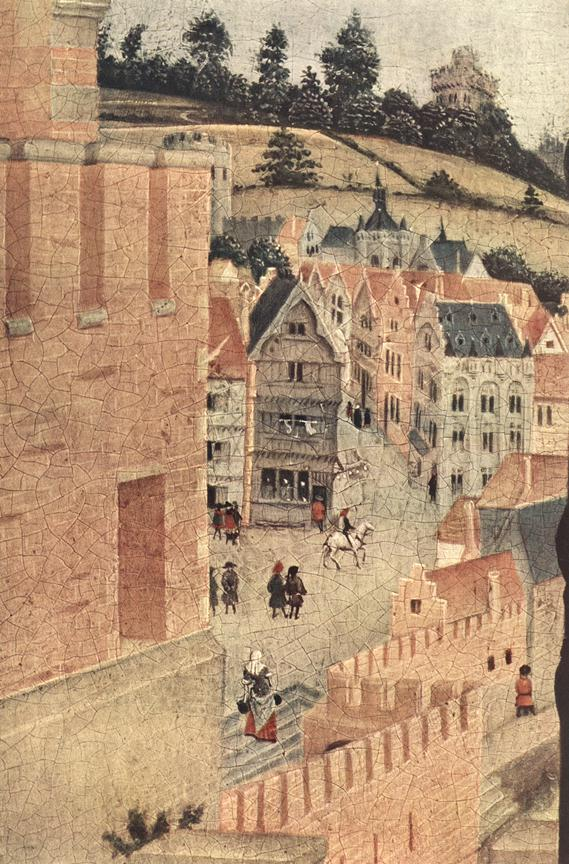
Пейзаж з вулицею середньовічного міста (фрагмент картини)

.Твір, що потрапив до збірок Ермітажу, мав довгу і заплутану історію побутування.
Первісно до музею придбали зображення євангеліста Луки з малюнком у руках. Зображення не мало Мадонни і було створене на дошці (покажчик справжньої старовинності зображення). Картина з Лукою була придбана 1850 року на аукціоні, де розпродали збірку короля Бельгії Віллема ІІ. 1884 року реставратор Сидоров стесав дерев'яну стулку, а картину переніс на ткане полотно. Невдовзі керівництву Імператорського Ермітажу паризький маршал Антуан Бер запропонував картину з зображенням Богородиці з немовлям, що походила з якогось іспанського монастиря, а пізніше була в збірці барона Бернонвілля. Запрошена сума грошей була великою, питання розглянула особлива комісія. До комісії запросили відомого петербурзького колекціонера нідерландського живопису і знавця Петра Семенов-Тянь-Шанського. Висновки комісії були схвальні і картину придбали.
Дослідження довели, що це частини однієї картини, де пейзажні і інтер'єрні частини збігались і утворювали повне ціле.
За припущеннями, картину на дерев'яних стулках розрізали навпіл по вертикальній осі і, з міркувань якомога дорожче продати, продали вроздріб. Можливо, верхня частина композиції була пошкоджена, тому її зрізали. Зрізана частина відома за аналогами у інших музеях. На верхньому фрагменті були кругле вікно та частина балдахіна з коштовною тканиною. Саме ця частина відсутня в ермітажному варіанті і присутня в варіанті бостонському, що не пройшла варварського втручання. Це не єдиний випадок розділу старовинних композицій на дерев'яних стулках, відомі й інші. Серед розрізаних і проданих вроздріб і композиції Ієроніма Босха, і Пітера Кука ван Альста.